# Pedro Luís e a Parede
Pedro Luís e a Parede est un groupe brésilien formé à Rio de Janeiro, qui mélange rock, rap, samba et funk.

## Carrière
Le groupe Pedro Luís e a Parede a été créé en 1996 par Pedro Luís. Les premiers spectacles ont été annoncés dans les rues de la ville à l'aide d'un mégaphone et d'instruments à percussion.
L'année suivante, le groupe enregistre son premier album, intitulé Astronauta Tupy, avec une participation particulière du chanteur Ney Matogrosso. En octobre 1998, Pedro Luís e a Parede étaient en tournée au Japon, où l'album a été bien accueilli.
Fin 1999, ils participent au Free Jazz Festival. En 2000, les membres du groupe créent l'atelier Monobloco, un projet d'enseignement des instruments de percussion. L'année suivante sort le deuxième CD du groupe : É Tudo 1 Real, avec la participation de Paralamas do Sucesso, la même année. En 2004, ils sortent l'album Vagabundo, en partenariat avec Ney Matogrosso.
En 2010, ils sortent le CD et le DVD Navilouca ao Vivo, avec des apparitions de Herbert Vianna, Lenine et Leo Saad.

## Membres
- Pedro Luís - voix et guitare
- Mario Moura - basse
- Sidon Silva - percussions
- W. UN. Ferrari - percussions
- Celso Alvim - percussions
- Léo Saad - guitare

## Discographie
- 1997 – Astronauta Tupy - Dubas/WEA
- 1999 - É Tudo 1 Real - WEA
- 2001 - Zona e Progresso - Universal/MPB
- 2004 - Vagabundo (avec Ney Matogrosso) - Universal Music
- 2006 - Vagabundo Ao Vivo (avec Ney Matogrosso) - Universal Music
- 2008 - Ponto Enredo - EMI
- 2010 - Navilouca Ao Vivo - Universal Music

## Récompenses et nominations
| Année | Prix                                                     | Catégorie                                      | Résultat | Réf.  |
| ----- | -------------------------------------------------------- | ---------------------------------------------- | -------- | ----- |
| 2004  | Prix APCA (Association des critiques d'art de São Paulo) | Meilleur album de l'année                      | Lauréat  | [ 3 ] |
| 2005  | I Prêmio Bravo!                                          | Meilleur spectacle                             | Lauréat  | [ 4 ] |
| 2005  | XVIe Prix de Musique TIM                                 | Meilleur groupe pop/rock                       | Lauréat  | [ 5 ] |
| 2011  | XXIIe Prix de la Musique Brésilienne                     | Meilleur album MPB                             | Lauréat  | [ 6 ] |
| 2011  | XXIIe Prix de la Musique Brésilienne                     | Meilleur groupe - Pop/Rock/Reggae/Hip Hop/Funk | Lauréat  | [ 6 ] |